# وزارة المالية (كندا)
وزارة المالية الكندية (بالإنجليزية: The Department of Finance Canada)‏ (بالفرنسية: Ministère des Finances Canada)‏ هي وزارة تابعة لحكومة كندا. تساعد الإدارة وزير المالية في تطوير الإطار المالي للحكومة وتقدم المشورة للحكومة بشأن القضايا الاقتصادية والمالية. يتمثل الدور الرئيسي للإدارة في مساعدة الحكومة في تطوير ميزانيتها السنوية.
وزيرة المالية الحالية هي كريستيا فريلاند منذ أغسطس 2020.

## الفروع والوكالات الفرعية
تنقسم الوزارة إلى عدة فروع:
- فرع السياسة الاقتصادية
- فرع السياسة المالية
- فرع التنمية الاقتصادية وتمويل الشركات
- فرع العلاقات الفيدرالية والمحلية والسياسة الاجتماعية
- فرع سياسات القطاع المالي
- فرع التجارة الدولية والتمويل
- فرع السياسة الضريبية
- فرع القانون
- فرع خدمات الشركات
- فرع المشاورات والاتصالات

تشمل بعض الوكالات الفرعية التابعة للإدارة ما يلي:
- بنك كندا
- مجلس الاستثمار CPP
- مكتب المشرف على المؤسسات المالية
- وكالة المستهلك المالي في كندا
- مركز تحليل المعاملات والتقارير المالية الكندي
- شركة كندا للتأمين على الودائع
- مؤسسة كندا للاستثمار التنموي
- النعناع الملكي الكندي

## التشريعات ذات الصلة
القوانين والتشريعات التابعة للإدارة:
- قانون ضريبة الدخل
- قانون الترتيبات المالية الفيدرالية على مستوى المقاطعات
- قانون الجمارك
- قانون التعرفة الجمركية
- قانون الضرائب
- قانون الضريبة الانتقائية
- قانون عائدات الجريمة (غسل الأموال) وتمويل الإرهاب
- قانون تفسير اتفاقيات ضريبة الدخل
- قانون مقاصة وتسوية الدفع
- قانون الإدارة المالية
- قانون تدابير الاستيراد الخاصة
- قانون بريتون وودز والاتفاقيات ذات الصلة
- قانون اتفاقية البنك الأوروبي للإنشاء والتعمير

## روابط خارجية
- وزارة المالية الكندية نسخة محفوظة 2010-02-08 على موقع واي باك مشين.

قالب:Government Departments of Canada